# Arsans
Arsans är en kommun i departementet Haute-Saône i regionen Bourgogne-Franche-Comté i östra Frankrike. Kommunen ligger i kantonen Pesmes som tillhör arrondissementet Vesoul. År 2022 hade Arsans 44 invånare.

## Befolkningsutveckling
Antalet invånare i kommunen Arsans
| Referens: INSEE |